# Szlovén Filharmónia
A Szlovén Filharmónia a legfontosabb szlovén zenei társulat, amely 300 éves múltra tekinthet vissza. Keretében működik a Szlovén Filharmónia Szimfonikus Zenekara és a Szlovén Kamaraegyüttes. Épülete a Kongresszusi téren áll Ljubljanában.

## Története
Academia Philharmonicorum Labacensis volt az elnevezése a szlovén zenészek első nagyobb, állandó jellegű egyesületének a 18. században. Hivatalosan 1701-ben alapították meg a 16. század óta megjelent olasz zenei akadémiák mintájára. Tagjai szlovén és osztrák, német zenészek voltak.
A zenei társulat a századok során többször újjáalakult. 1794-ben a Filharmóniai Társaság (Filharmonična družba) nevet vette fel, majd 1872-től a nemzeti ébredés jeleként Glasbena Matica (kb. zenei anyanyelvi társulat) néven szerepelt. 1908-ban a két nevet összevonták, és új lendületet kapott tevékenységük Slovenska filharmonija (Glasbene matice) név alatt. Ennek 100. évfordulóját 2008. január 13-án ünnepelte a társulat. Mai nevén 1947-ben alakult újjá a Slovenska filharmonija.

## Külső hivatkozások
- Honlapjuk (szlovén nyelven)